# Solana d'Andorra

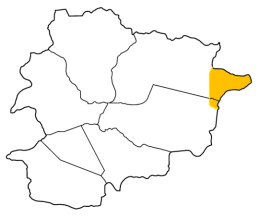
La Solana d'Andorra

La Solana d'Andorra és un territori andorrà que es troba al vessant nord dels Pirineus, a l'alta vall del riu Arièja. La Solana, queda separada de la parròquia de Canillo per la Serra de Guardiola (2.682 m d'altitud al Port Dret) i de la parròquia d'Encamp pel port d'Envalira (2.409 m d'altitud). El mot Solana ve del llatí solanum, que significa solellada.
Encara que majoritàriament pertany a la parròquia de Canillo, el nucli urbà del Pas de la Casa, de la parròquia d'Encamp, es troba a l'extrem de la solana prop del port d'Envalira. Les dues parròquies comparteixen els beneficis de l'explotació del territori, utilitzat per pasturatges i per l'estació d'esquí del Pas de la Casa.

## Història
Aquest territori històricament s'ha utilitzat per portar-hi els ramats. Pertanyia de manera indivisa als comuns de Canillo i d'Encamp però, al semblar que es trobava dins de França, els pobles de l'Alta Arièja, l'Hospitalet i Acs (País de Foix) també portaven els seus bestiars. Així doncs, mai quedava clar a qui pertanyia el territori de la Solana, ja que tant un bàndol com l'altre el reclamaven com a seu. Aquesta dificultat ja s'observa a finals del segle xiii. De fet, van sorgir seriosos enfrontaments entre els propietaris dels ramats de les dues zones fins al punt de conflictes amb morts i, fins i tot, va haver-hi un lloc on van degollar a una vaca, aquest lloc és conegut sota el topònim de "La Vaca Morta".
Aquestes disputes les van portar a l'àmbit judicial. En un moment, tant el Consell General d'Andorra com els comuns de Canillo i Encamp ho van donar per perdut i van desistir amb les disputes, però en aquell moment va aparèixer Guillem Moles, habitant d'Encamp. Guillem Moles, gràcies als seus contactes i diners, va tornar a atacar contra l'Estat Francés i finalment, a l'any 1777 (segle xviii) hi hagué una sentència final del Consell superior de Perpinyà la qual queda constància que l'Estat Francés reconeix el ple dret del territori als comuns de Canillo i Encamp.
Així doncs, tota aquesta informació que es va generar es guarda a la Casa Pairal de Joan Antoni.

### Caixa de la Casa Joan Antoni d'Encamp
Aquest document doncs, no es guarda a cap arxiu històric sinó que es guarda dins d'una caixa, a la Casa de Joan Antoni d'Encamp des de l'any 1777. Aquesta caixa és de fusta i té dos panys. Al tenir dos panys significa que té dues claus diferents, dues claus que van ser distribuïdes entre el comú d'Encamp i el comú de Canillo.

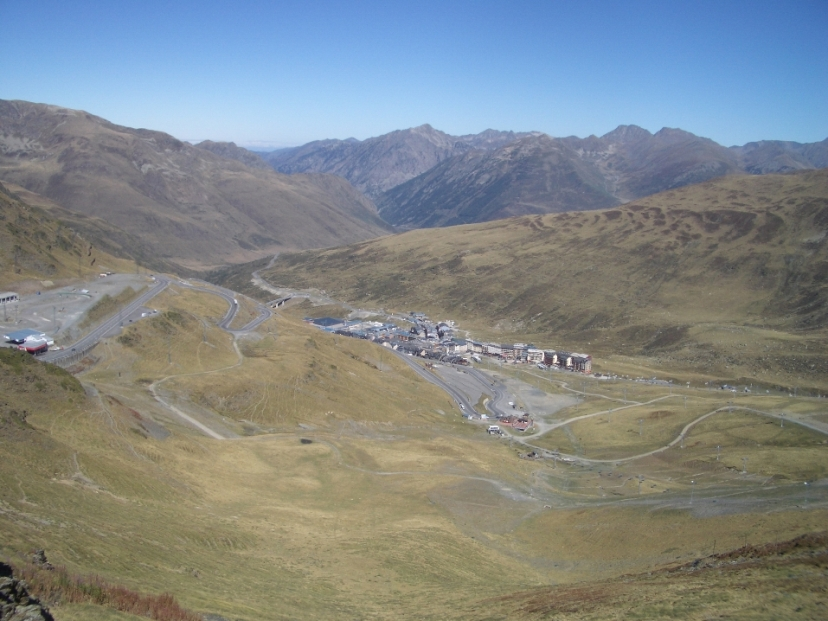
Vista panoràmica d'una part de la Solana

La caixa s'obre un cop l'any amb la presència dels cònsols i els seus representants. Es comprova la documentació, és fa una acta confirmant que s'ha obert i, a més, s'afegeix uns paquets de tabac i grans de pebre com a mètode de conservació.
Als anys 80 es va microfilmar la documentació i a finals del 2019 es va iniciar un procés nou per substituir la caixa per a una de nova i restaurar tota la documentació i digitalitzar-la. El resultat es pot veure a la casa Pairal d'Encamp.
A partir d'aquesta restauració també es va aprofitar per a fer uns estudis que es recullen al llibre d'en Martí Salvans anomenat "De la Solana d'Andorra".
Avui dia l'Institut d'Estudis Andorrans ha iniciat un estudi del procés històric de tota la documentació, la qual gran part d'ella es trobava en francès, llatí i català.